# Urszula Soczyńska
Urszula Teresa Soczyńska z domu Czaplińska (ur. 5 lutego 1933 w Płocku, zm. 17 października 2001 w Warszawie) – polska geografka, hydrolożka, profesor Uniwersytetu Warszawskiego, współtwórczyni hydrologii dynamicznej.

## Życiorys
Pochodziła z rodziny nauczycielskiej. Córka Stanisława i Heleny z Zielińskich. W 1951 ukończyła liceum. W 1956 ukończyła studia na Wydziale Budownictwa Wodnego Politechniki Warszawskiej. Jeszcze jako studentka została zatrudniona w Katedrze Hydrauliki i Hydrologii (od 1960 Katedrze Hydrologii i Gospodarki Wodnej). W 1961 objęła stanowisko kierowniczki Pracowni Metodyki Prognoz Hydrologicznych Państwowego Instytutu Hydrologiczno-Meteorologicznego. W 1963 obroniła na Politechnice Warszawskiej doktorat. Dwa lata później objęła stanowisko samodzielnej pracowniczki naukowo-badawczej w PIHM (docent). Rok spędziła w Szwedzkim Instytucie Hydrologicznym i Meteorologicznym w Sztokholmie. Współpracowała także z UNESCO i WMO. Po przekształceniu PIMH w Instytut Meteorologii i Gospodarki Wodnej objęła kierownictwo Zakładu Hydrologii Dynamicznej i przejęła organizację terenowych badań doświadczalnych. W 1977 habilitowała się na Uniwersytecie Warszawskim podstawie pracy Podstawy metodyczne regionalnego modelu zlewni w warunkach polskich. Rok później podjęła pracę na tamtejszym Wydziale Geografii i Studiów Regionalnych. Od 1979 do 1982 wykłada hydrologię na Uniwersytecie w Oranie. W 1986 uzyskała tytuł profesor nadzwyczajnej, a w 1991 profesor zwyczajnej. 
Pełniła liczne funkcje, m.in. kierowniczki Zakładu Hydrologii, a w latach 1990–1993 dziekan, członkini zarządu warszawskiego oddziału Polskiego Towarzystwa Geofizycznego od 1965 oraz Komitetu Gospodarki Wodnej PAN. 
W 1958 wyszła za architekta Mieczysława Soczyńskiego, z którym miała dwóch synów. Pochowana na starym cmentarzu na Służewie w Warszawie.

## Wyróżnienia
W 1998 otrzymała Krzyż Kawalerski Orderu Odrodzenia Polski.
W październiku 2001 Rada Wydziału przyznała medal im. J. Kondrackiego za zasługi dla Wydziału Geografii i Studiów Regionalnych UW.